# Эшберг
Эшберг (нем. Eschberg) — район города Саарбрюккена, федеральная земля Саар, Германия. В нём проживает около 7 000 жителей.

## Расположение
Эшберг расположен примерно в 5 км восточнее центра Саарбрюкена. До Саарского университета и до района Дудвайлер (Dudweiler) на севере соответственно 2 и 4 км. К району Шайдт (Scheidt) на северо-востоке ведет федеральная дорога номер 40. Эшберг на востоке и юге граничит с районами Бишмисхайм (Bischmisheim) и Санкт-Арнуал (St. Arnual).

## История
Эшбергер-Хоф (Eschberger Hof) является старейшим строением Эшберга, некоторые сохранившиеся фрагменты относятся к 15 веку. В эпоху барокко это было имение древнего графского рода Нассау. В 1937-м году город Саарбрюккен выкупил эти владения, были разработаны планы жилищного строительства, но Вторая Мировая Война помешала их осуществить. К этим планам вернулись только в 1954-м году и уже в 1958-м появились первые новостройки. В 1963-м году Эшберг стал городским кварталом.

## Инфраструктура
В южной части Эшберга находится торговый центр Саарбазар (Saarbasar), а также Саарбрюкенский зоопарк (Saarbrücker Zoo). Бреслауэрштрассе (Breslauer Straße) ведет к горе Хальберг (Halberg), где располагается телецентр и редакция телеканала SR (Saarländischer Rundfunk). На Бранденбургерпляц (Brandenburger Platz) находится небольшой торговый центр. Также на Эшберге есть три детских садика и начальная школа.

### Развитие
Население Эшберга уменьшается. В 1990 году проживало примерно 9 000 жителей, в 2000-м уже 8 000. В 2008 численность проживающих упала до 7 000.

## Церкви
- Церковь Марии-Магдалены (евангелическая)
- Церковь святого Аугустина (католическая)